# 甘崇緯
甘崇緯，台灣政治人物與自媒體創作人，現任台灣綠黨第23屆共同召集人，亦為Podcast與YouTube頻道《天下第一台》與「噗咕鳥」的主持人及製作人。擁有國立交通大學資訊學院多媒體工程所碩士學位，曾任職於科技業，擔任軟體工程師，後轉以自媒體與公共事務為主要工作領域。

## 生平與政治經歷
甘崇緯於2014年太陽花運動後加入綠黨，擔任北北基黨部執行委員，2017年因不滿王浩宇作風而淡出黨務。2023年再次擔任黨職，當選中央執行委員，並提案成功將綠黨更名為台灣綠黨，2025年4月與王彥涵共同擔任台灣綠黨共同召集人。

## 自媒體創作
甘崇緯主持製作的《天下第一台》是一檔結合時事、歷史與國際觀察的政治節目，常以「台灣的第一」為主題，討論國內外重要議題。該節目於Apple Podcasts、Spotify、YouTube等平台更新，並曾就公投、國會運作、聯合國2758號決議等議題做深入探討。

## 主要倡議

### 聯合國2758號決議與台灣主權
2025年5月，甘崇緯出席公督盟舉辦之記者會，表示國民黨主張推翻2758號決議並不現實，呼籲國會各黨應該如同各先進國主張聯合國2758號決議並不涵蓋台灣主權，一致對外表態，捍衛國家主權。

### 兒童托育制度改革
2025年5月，甘崇緯參與小黨聯合記者會，呼籲修正《兒童托育服務法》，提升公托品質、解決偏鄉資源不足、改善制度性問題。他主張，應在幼兒開始學語階段，即於原住民族托育機構中融入原住民族語言與文化，以作為文化傳承的重要起點。

### 反對核三廠重啟公投
2025年7月，甘崇緯批評「重啟核三」公投涉及高風險老舊核電廠，位處活動斷層、檢修困難、成本高昂，應以能源轉型取代。並以綠黨共同召集人身分號召大家參與反方意見連署，並成功通過連署門檻，成立公投反方辦事處。

## 民主行動隊罷免行動

### 民主行動隊組成
2025年6月起，台灣綠黨、台灣基進、時代力量、小民參政歐巴桑聯盟組成「民主行動隊」。

### 花蓮行動
2025年6月14日至15日，甘崇緯與「民主行動隊」成員政黨於花蓮發起針對中國國民黨籍立法委員傅崐萁的罷免宣講活動。甘崇緯表示，支持罷免並非出於單純的價值對立，而是回應藍白陣營於2024年國會開議以來一連串侵害民主程序的行徑，強調罷免傅崐萁是「還給民主一個交代」。
他亦提及傅崐萁過往曾因爭議行為遭國民黨前主席吳伯雄、馬英九與前秘書長金溥聰開除黨籍，並被形容為「病毒」，但現今國民黨卻讓其擔任立法院黨團總召，主導國會運作，形同助長濫權行為。因此主張不僅應罷免傅崐萁，亦應防止其再次參與選舉。

### 台北行動
2025年7月5日，甘崇緯參與「民主行動隊：台北大進擊」活動，針對中國國民黨立法委員羅智強在國會表現提出批評，指出其雖自稱為「公民立委」，實際上卻支持具違憲爭議的擴權法案，形容其為「投票機器」。甘崇緯將罷免羅智強視為對整體國會擴權結構、特別是以傅崐萁為首的黨團運作體制的反制行動。此外，他提到羅智強曾在收到要求揭露問政資料的公文上，手寫回覆「滾」字，引發爭議，認為應由選民透過罷免請他先「滾」出國會。

### 台中行動
2025年7月13日，甘崇緯與「民主行動隊」在台中市展開一整日的巡迴街講行動，針對中國國民黨立法委員顏寬恒、江啟臣等人於國會中支持擴權修法表示批評，認為相關修法破壞代議民主制度，並引發違憲與限制罷免權的疑慮。甘崇緯表示，部分國民黨立委不僅未對爭議修法進行反省，反而以政治手段對社會進行回應，形容此舉「並非無所作為，而是正在破壞體制」。他強調，民主行動隊的行動旨在守護民主機制，並呼籲選民透過罷免表達對民主價值的支持。。

## 外部連結
- 台灣綠黨官方網站
- 噗咕鳥 YouTube 頻道
- 《天下第一台》Facebook 專頁
- 甘崇緯 台灣綠黨 Facebook 專頁
- Podcasts